# Percewood’s Onagram

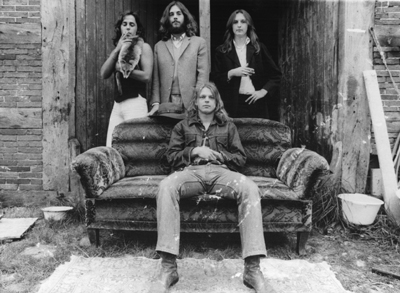
Percewood’s Onagram (1974)

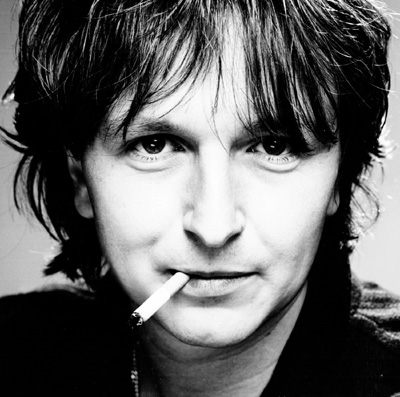
Frontmann Michels (1985)

Percewood’s Onagram war eine deutsche Band um Wolfgang Michels mit Sitz in Bremen und Delmenhorst.

## Stellenwert in der Musikhistorie
Die Band existierte von 1969 bis 1974 und veröffentlichte vier Alben bei ihrer eigenen Plattenfirma Virgin. Das Label von Percewood’s Onagram namens Virgin wurde noch vor dem Bestehen der gleichnamigen Firma von Richard Branson etabliert, was sie zur ersten "Independent"-Band Deutschlands macht. Alexis Korner förderte die Gruppe und schrieb die Liner-Notes für das Debütalbum.
Percewood’s Onagrams Vorreiterrolle in der deutschen Rockmusik zeigte sich in ihrem unorthodoxen musikalischen und textlichen Stil sowie einer für die damalige Zeit provokanten Coverartwork ihrer Alben (eine Plattenhülle zeigte ein seitenverkehrtes Hakenkreuz, ursprünglich ein Sonnensymbol in der indischen Mythologie).

## Bandgeschichte
Der Gruppenname geht zum einen auf Mike Percewood zurück, eine „von Wolfgang Michels erdachten Gestalt aus dem schottischen Hochland, um die herum Michels mysteriöse Geschichten sponn“.
„Onagram“ kann man als „on a gram“ (wörtlich übersetzt: auf einem Gramm) lesen, was so viel bedeutet wie „high sein“ (durch ein Gramm Haschisch). „Percewood’s on a gram“ hieße demnach „Percewood ist bekifft“.
Ähnlich wie die Punk-Bands 1976 war die Gruppe zu provokant und eigenwillig, um ein Massenpublikum zu erreichen. Dies lag zum einen an der ungewöhnlichen, sich einer klaren stilistischen Zuordnung verweigernden Musik, zum anderen an den teilweise sehr kritischen und provozierenden Texten.
Das Fernsehen entdeckte die Gruppe: 1970 traten sie erstmals in der ARD-Sendung IN 2/70 auf. Weitere Auftritte u. a. bei Radio Bremen folgten.
Percewood’s Onagram waren eine der ersten originär progressiven deutschen Rockbands, die gegen den musikalischen Strom schwammen: Während die sog. Krautrock-Bands sich u. a. der elektronischen Musik bzw. Improvisationen zuwandten, arbeiteten Percewood’s Onagram primär im akustischen Genre. Die Kompositionen von P.O. waren eigenwillig und wiesen klare Songstrukturen auf, während die übrigen deutschen Bands sich primär Soundexperimenten hingaben.
Das vierte und letzte Album Ameurope war das ausgereifteste Werk der Gruppe, die für diese Produktion um zwei Amerikaner – Peter Conant-Schaffer an der Lead-Gitarre und Geary Priest am Schlagzeug – ergänzt wurde.
Cause Me Pain und I’ve Got My Woman entwickelten sich 1974 in Underground-Discos zu veritablen Insider-Hits. Gerade Conant-Schaffers Gitarrenarbeit veredelte die Songs geschrieben und gesungen von Wolfgang Michels auf Ameurope kongenial. Die Arbeit des Ton-Ingenieurs Richard Borowski tat ihr Übriges, um das Album zum „Klassiker der deutschen Rock-Geschichte“ werden zu lassen.
Auf der Höhe ihres kreativen Schaffens löste die Gruppe sich auf, deren Musik bis in die Gegenwart Relevanz hat, wie regelmäßige Wiederveröffentlichungen beweisen.
1984 – zehn Jahre nach der Auflösung der Gruppe – löste das Doppelalbum 1969–1974 ein erneutes Interesse an der Gruppe aus. Zuletzt veröffentlichte Warner Music 2003 alle Alben der Gruppen – neben dem Michels-Solo-Gesamtwerk – in remasterter Version und mit diversen unveröffentlichten Bonus-Tracks versehen.
Sänger, Gitarrist und Komponist Wolfgang Michels schlug nach dem Ende von P.O. eine erfolgreiche Solokarriere ein, nahm als erster deutscher Musiker in den USA auf und arbeitete u. a. mit Rio Reiser zusammen. Rio Reiser und Wolfgang Michels lernten sich über den Toningenieur Richard Borowski kennen, der in den frühen 1970er Jahren Aufnahmen von Percewood’s Onagram und Ton Steine Scherben betreute.
Peter Conant-Schaffer aus San Francisco arbeitete auch nach dem Ende von Percewood’s Onagram mit Wolfgang Michels zusammen und spielte auf den Michels-Alben Full Moon California Sunset und Crazy Enough Leadgitarre. Die Spuren von Geary Priest, ebenfalls Amerikaner, verlieren sich. Klaus Kaufmann ist als Erfinder tätig. Jojo Ludwig widmet sich dem „theater 1“ in Bad Münstereifel mit Christiane Remmert. Kaka Neumann ist heute Professor für Kunst in Köln.
Since I met you my darling, ursprünglich mit englischem Text auf dem Album Ameurope erschienen, wurde 1985 von Rio Reiser mit deutschem Text als Herzverloren eingespielt (erschienen 2003 auf dem Tribute-CD Familienalbum). Lonely Place von Ameurope erschien mit deutschem Text, geschrieben von Rio Reiser, als Bald zuhause ebenfalls auf dem Familienalbum.
Bei der Deutschland-Tour 2003, die vom WDR-Rockpalast in der „Harmonie“ in Bonn dokumentiert wurde, spielte Michels u. a. auch Percewood’s-Onagram-Klassiker wie Who’s The Sailor, Cause Me Pain, Leaders.
Im April 2008 erschien das Michels-Album Zuhause mit einer neuen Version von Bald zuhause (im Original Lonely Places von Percewood’s Onagram).

## Mitglieder

### Feste Mitglieder
- Wolfgang Michels – Sänger, Gitarrist, Texter, Komponist, Produzent (1967–1978)
- Klaus Kaufmann – Piano, Orgel (1968–1974)
- Jojo Ludwig – Schlagzeug, Gitarre, Bass, Gesang, Flöte, Percussion (1969–1974)
- Eddy Muschketat – Mundharmonika, Harmonie-Gesang, Percussion (1970–1974)
- Peter Conant-Schaffer – Leadgitarre, Harmonie-Gesang (1972–1978)

### Lose Mitglieder
- Berend Meyer – Gitarre, Flöten
- Rainer Kosch – Bass
- Friedrich Thein – Schlagzeug
- Ala Dietrich – Schlagzeug
- Geary Priest – Schlagzeug
- Thomas Moench – Flöte
- Kaka Neumann – Percussion
- Uwe „Bass“ Meyer – Bass
- Gerald Heinemann – Harmonie-Gesang, Percussion

## Diskografie

### Vinyl-Sampler mit diversen Künstlern
- German Rockscene Vol. II 1976 Govi (mit Percewood’s-Onagram-Track I’ve Got My Woman)
- New Coming 2 1978 Babylon (mit Percewood’s-Onagram-Track Not Only For Girls)
- Rock In Deutschland Vol. II 1981 Teldec (Do-LP, mit Percewood’s-Onagram-Track Leaders (No War No More!), u. a. mit Can, Fehlfarben, Klaus Schulze, Udo Lindenberg, Ton Steine Scherben, La Düsseldorf)

### LPs
- Percewood’s Onagram, Virgin 1971
- Lessons for Virgins, Virgin 1971
- Tropical Brainforest, Virgin 1972
- Ameurope, Virgin 1974
- Full Moon California Sunset (Michels mit PO), Pastels 1977
- New Wave Dropouts (Michels mit PO), Pastels 1978
- 1969-1974, Onagram/Edel Contraire 1986 (Do-LP, Sampler mit vielen diversen unveröffentlichten Tracks bzw. Alternativ-Versionen und unveröffentlichten Fotos)

### CDs
- Percewood’s Onagram (First Album), Warner Music 2003+
- Lessons for Virgins, Warner Music 2003+
- Tropical Brainforest, BMG 1994 & Warner Music 2003+
- Ameurope, Castle Communications 1990 & BMG 1994 & Warner Music 2003+ (mit neuem Cover)
- 1969–1974, Onagram/Edel Contraire 1999+ (Sampler mit 7 unveröffentlichten Tracks bzw. Alternativ-Versionen)
- Original Album Series Warner Music 2014+ (umfasst die Percewood's Onagram-Alben Percewood’s Onagram, Lessons for Virgins, Tropical Brainforest, Ameurope und das erste Michels-Solo-Album Full Moon California Sunset), Digital remastered, mit unveröffentlichten Tracks und Alternativ-Versionen sowie Liner-Notes mit raren Fotos